# Zarpa de Acero
Zarpa de Acero (en inglés, The Steel Claw) fue una serie de superhéroes británica editada por Fleetway en los años 60 y 70, cuyo dibujante más destacado fue Jesús Blasco. Su personaje protagonista fue revivido en 2005 para la serie limitada Albion, publicada por Wildstorm.

## Trayectoria editorial
The Steel Claw debutó en la revista Valiant del 6 de octubre de 1962, siendo concebida como otras muchas por los editores de Fleetway Ken Mennell, Jack Le Grand and Sid Bicknell, y desarrollada por el guionista Ken Bulmer y el dibujante español Jesús Blasco, aunque éste afirma que "el responsable creativo del personaje era Trewor Newton".
Tras los primeros tres capítulos, Bulmer dejó el título, siendo reemplazado por Tom Tully hasta el final de la misma. The Steel Claw estuvo presente en Valiant durante toda la década, siendo una de sus series más populares. La serie fue interrumpida brevemente en mayo de 1970, pero regresó justo un año más tarde con el nuevo título de Return of the Claw, que duraría ya hasta 1973. Blasco atribuye el fin de la serie "a que los tres guionistas que trabajaron en ella se agotaron por completo".
Paralelamente, la editorial Fleetway lanzaría nuevas aventuras del personaje bajo el título de Stupendous Series de Super Library, donde alternaría con The Spider de Lion. Dadas las presiones de plazos, estas historietas serían dibujadas hasta su cancelación en enero de 1968 por una variedad de autores, preferentemente italianos, entre los que destacaría Massimo Belardinelli, futuro dibujante de 2000 AD. 
La serie gozaría todavía de una serie de reimpresiones a partir de 1975 en la revista Vulcan cuando Valiant se unió a Battle Picture Weekly. Asimismo, se haría muy popular a lo ancho del mundo, sobre todo en Alemania, España (donde fue publicada por Ediciones Vértice), la India y Suecia, siendo publicada en estos países mucho después de su última aparición en el Reino Unido. Y es que, como afirma Jesús Blasco, la serie "dio varias vueltas por el planeta y les hizo ganar mucho dinero" a los británicos. Lo que más sorprendía al español, era "su éxito en Yugoslavia, que es un país socialista..."
La serie permanecería todavía vigente para los historietistas británicos, que no dudarían en homenajearla o revivirla en sus obras contemporáneas. Es el caso de Alan Moore y Alan Davis, quienes en su prolongado trabajo en Capitán Britania le harían aparecer en un breve cameo con el nuevo nombre de The Iron Tallon. En 1986, el material de la serie original de Valiant sería reimpreso para una serie de cuatro números de Quality Comics, pero coloreándola, renombrando al protagonista como Louis Randell y añadiendo nuevo material de relleno dibujado por Garry Leach . Grant Morrison también usaría al superhéroe en su Zenith publicado en 2000AD; revista ésta que también lanzaría un especial con éste y otros personajes de los años 60. 
Finalmente, su personaje protagonista ha sido revivido en 2005 para la serie limitada Albion, publicada por Wildstorm, y concebida por Alan Moore, con guiones de Leah Moore y John Reppion, y dibujos de Shane Oakley y George Freeman. En los últimos años, sus historietas originales han empezado a ser reeditadas en varios idiomas: En inglés, por Titan Books y en español, por Planeta DeAgostini en su colección "Biblioteca Grandes del cómic", al mismo tiempo que otros clásicos de la historieta británica como El Ojo Mágico de Kelly de Tom Tully/Francisco Solano López y El imperio de Trigan de Mike Butterworth/Don Lawrence.

## Argumento
Zarpa de Acero, alter ego de Louis Crandell, era un oscuro ayudante de laboratorio del profesor Barringer, que en un desgraciado accidente pierde su mano derecha, y al que los científicos de su departamento le desarrollan una mano artificial de una aleación de acero de extraordinaria calidad.
En el curso de su trabajo bajo la dirección de un sabio profesor, una terrible explosión pone fin a un atrevido experimento, causando la destrucción del laboratorio, además de la muerte del prestigioso científico y la desaparición de Louis Crandell presuntamente desintegrado en la explosión de la que solo parece haber sobrevivido su mano reluciendo en la penumbra. Crandell, sin embargo, no ha muerto, sólo se ha hecho invisible y al recuperar el sentido se da cuenta de la situación y escapa.
Crandell es preso de la codicia e intenta sacar partido de la situación para enriquecerse, pero eventualmente vuelve a materializarse su figura frustrando de raíz su carrera criminal.
Volviendo a su rutina después de dar la embarazosa explicación de haber sido despedido por la onda expansiva lejos del laboratorio y de su mano artificial, recibe en el curso de su trabajo una pequeña descarga eléctrica a través de su Zarpa, desapareciendo parcialmente durante breves momentos. Dándose cuenta de inmediato de lo sucedido, accede al cuadro de mandos de su unidad, asimilando una colosal cantidad de electricidad y desapareciendo inmediatamente su figura, pero quedando una reluciente Zarpa de Acero brillando de energía en la oscuridad. Zarpa de Acero pronto descubre que no sólo es invisible, sino que su cuerpo cargado de electricidad es mucho más resistente y fuerte que en su forma humana, además puede hacer uso de esa energía a voluntad disparando rayos de electricidad a través de su zarpa y dirigiéndolos y modulándolos bajo su control mental de mil formas imaginables.
Entonces sí que inicia su carrera criminal con provecho, demasiado porque pronto intervienen los servicios secretos apartando a la policía del caso, y Sombra Uno, jefe del Escuadrón de Las Sombras, lo recluta para la organización como Sombra Cinco, pronto uno de sus agentes más eficaces en la lucha contra las amenazas más graves de la humanidad como invasiones alienígenas, conquistadores del mundo, científicos locos, monstruos, y sobre todo contra:
- El Doctor Magno, un gran científico y alcalde de la ciudad, poseedor de poderes magnéticos artificiales que le permiten volar, someter voluntades mediante hipnosis y manipular la materia a su libre albedrío moviendo los objetos a distancia. Intenta dominar la gravedad con sus experimentos cuando tiene la gran confrontación con Zarpa de Acero.
- El Constructor, un científico loco, que construye maquinaria para ser dueño del mundo cuando en una de sus locuras aparentemente muere, pero reaparece con un cuerpo mecánico con muchos brazos para construir más y mejor, y mucho más loco (si cabe) que antes.
- La organización MIEDO (de sus siglas en inglés Federación de extorsión, asesinato y rebelión) es la gran enemiga del Escuadrón de Las Sombras y tienen grandes confrontaciones.

Otros enemigos son:
- El Cerebro Genial, científico paranoico.
- El Buitre, criminal especializado en el robo de botines de otros delincuentes y en enloquecer a los servicios secretos.
- Max Kruger, torturador alemán que quiere crear su propio imperio empezando por Inglaterra.
- Doctor Deutz, científico que ha estudiado a Crandell y deseaba reproducir sus poderes en él, pero tras un tratamiento especial y una emulación de Zarpa con un aparato especial, recibe una descarga de 100.000 voltios convirtiéndose en una especie de Mister Hide-Hombre Mono-Lobo con colmillos y tendencias vampíricas.
- Los Laktianos, extraterrestres que quieren implantar sus larvas en los seres humanos.
- Los Ojos Que Andan, alienígenas, que quieren quedarse La Tierra para ellos solos y
- Los kristaloides, raza extraterrestre con muy malas intenciones que solo los rayos de energía de la Zarpa puede abatir (no los rayos eléctricos que no vengan de la Zarpa).

Zarpa de Acero siempre trabaja solo y es un personaje oscuro, si bien ha abandonado su carrera criminal, no es muy ético, y no se anda con consideraciones para con sus enemigos. Es recurrente verse involucrado en algún crimen y tener que demostrar su inocencia, bien motu proprio para capturar a alguien o por querer desacreditarlo algún rival suyo. También trabaja como detective y cazarrecompensas eventualmente.
El Escuadrón de Las Sombras quiere mejorar a su mejor hombre y le retocan su Zarpa incluyendo un arma en cada dedo, a saber:
- una pistola en el índice,
- un dispensador de gas somnífero en el corazón,
- un cable de acero extensible y retráctil en el anular,
- una antena de radio en el meñique con un pequeño auricular-micrófono en la palma, y
- una cuchilla retráctil en la uña del pulgar, con un sofisticado sistema de ganzúas (llaves maestras).

También le implantan un micro-aparato para manipular la Zarpa a distancia como si fuera Zarpa de Acero pero con su cuerpo en otro lugar, cortesía del Doctor Magno. Todos estos gagdets le son retirados cuando es detenido por espía pero le dejan conservar su Zarpa, la mayor arma del mundo según Crandell, (todo es una treta para que lo recluten desde una potencia extranjera y actuar de contraespía o recontraespía).
En una breve etapa se convierte en superhéroe, para lo cual le amplían su poderes, dotándole de un traje de superhéroe de cobre, que cargado de electricidad le proporciona superfuerza y supervelocidad, y de un casco del mismo material dotado de unos electrodos de acero que convierten su cerebro en brillantísimo, y de unos discos magnéticos que le permiten volar. Un control cibernético en el casco le permite manipular objetos a distancia y dispone de rayos más potentes de energía y de mejor control de su invisibilidad. También puede manejar su zarpa a distancia desde el casco sin el micro-aparato y hablar a través de ella como si Zarpa de Acero estuviera allí. También está dotado de un campo de fuerza eléctrico-magnético, que le permite ser invulnerable.
Esta etapa fue muy breve y pronto volvería a ser Sombra Cinco y a flirtear supuestamente con el crimen. Posteriormente abandonaría el Escuadrón de Las Sombras para trabajar solo y quizás enriquecerse de alguna forma no muy lícita o poco ética, pero no está claro que se fuera y es posible que nos hallemos ante otra treta de espía o las dos cosas.